# Bruinehaar

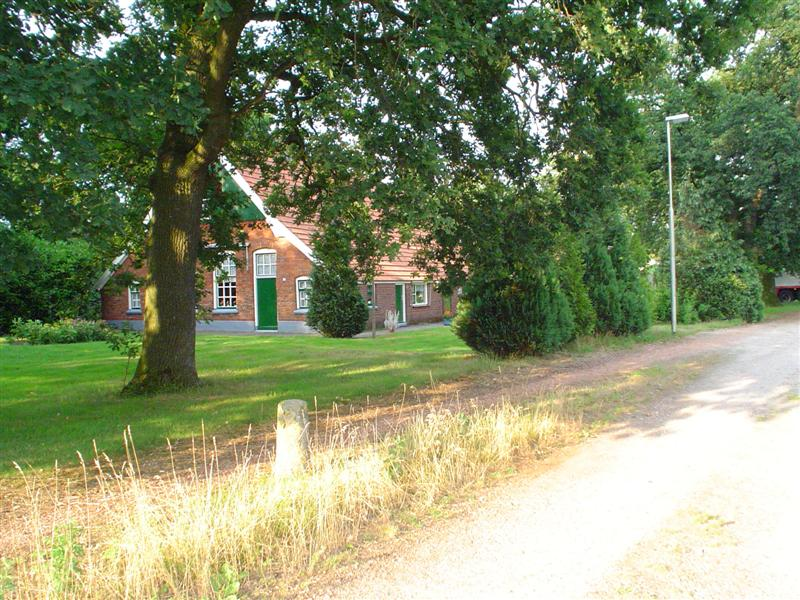
Huis aan een grindweg in Bruinehaar

Bruinehaar (Nedersaksisch: Broenehaar) is een buurtschap in de Twentse/Sallandse gemeente Twenterand, in de Nederlandse provincie Overijssel. Het ligt ongeveer vijf kilometer ten noordoosten van Vriezenveen, dicht bij Langeveen. Het is gelegen op een haar, een zandrug in het landschap.
In oude documenten wordt Bruinehaar Broune haer en later de boerschap Bruyne Haer genoemd. Het behoorde eerder tot de Heerlijkheid Almelo. Bruinehaar is geografisch één geheel met de Striepe, dat in de Graafschap Bentheim ligt. Het is het einde van een lange heuvelrug te midden van eertijds uitgestrekte venen, die later ontgonnen werden. Vele jaren was de heide van Bruinehaar het weidegebied voor de schapen van het klooster te Sibculo. Daarna werden de schapen van de Bruinehaarse boeren hier geweid evenals die van de Striepe, volgens oud recht. Het oorspronkelijke beeld van het landschap Bruinehaar is grondig veranderd door menselijk ingrijpen in de natuur, met name door de schapenteelt, bemesting, vervening en ontginning.
De grens tussen Overijssel en Bentheim is in het verleden vaak besproken in onderhandelingen, maar is bij Bruinehaar eigenlijk nooit gewijzigd. Het eerste (ongedateerde) document dat bekend is over het verloop van de limiet (grens) is van ongeveer 1610; een bevestiging ervan dateert uit 1677. Uitgebreide grensonderhandelingen werden tussen 1740 en 1770 gevoerd ten tijde van Willem IV, die door zijn huwelijk met Anna van Hannover zeggenschap kreeg over de Graafschap Bentheim. Hierna werden de grensstenen geplaatst. Zo werd in 1779 grenspaal 99 geplaatst die de scheiding aangaf tussen Bentheim, Twente en Salland.
De eerste poging om tot bewoning van de Bruinehaar te komen vond plaats in 1711, maar mislukte omdat boze buren van Geesteren en Mander die meenden recht te hebben op de Bruinehaarse grond, het in aanbouw zijnde huis omver trokken. In 1722 werd met succes een tweede bouwpoging gedaan door de Graaf van Almelo. Waar de locatie precies is geweest, is onduidelijk.